# Zaraza stadnicza

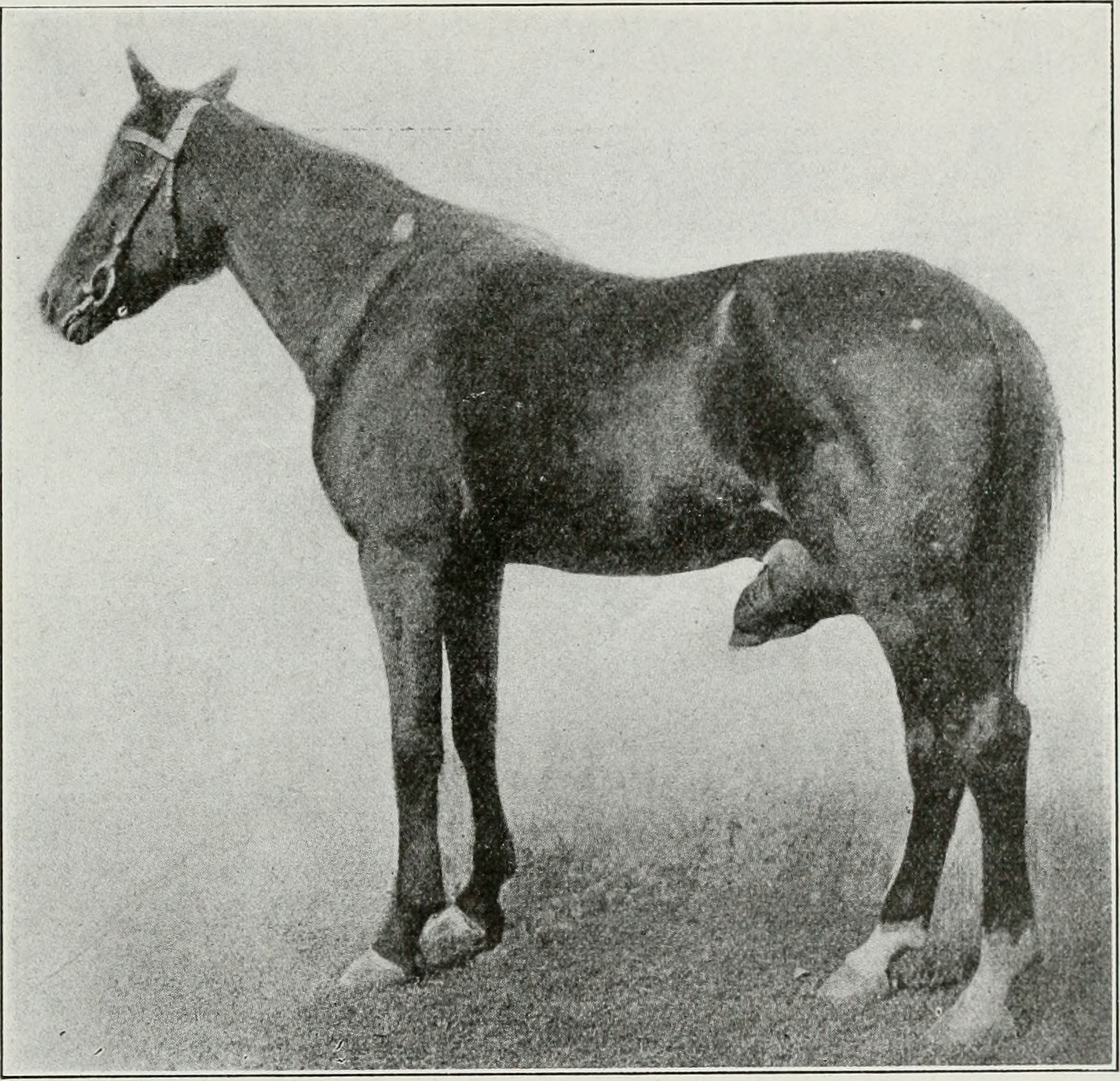
Ogier w początkowym stadium zarazy stadniczej, 1921

Zaraza stadnicza lub Dourine (łac. exanthema coitale paralyticum equorum) nazywana też syfilisem końskim – pasożytnicza choroba koni wywoływana przez świdrowca końskiego Trypanosoma equiperdum, należącego do rodziny świdrowców. Choroba występuje na całym świecie, Polska jest krajem wolnym od zarazy stadniczej od 1951 roku. Źródłem zarażenia są chore zwierzęta, choroba przenosi się drogą płciową podczas krycia. W cyklu rozwojowym pasożyta brak jest żywiciela pośredniego. Do XX wieku uchodziła za chorobę nieuleczalną. Żywicielami są konie, muły, osły. Pasożytuje w krwi, płynie mózgowo-rdzeniowym a także zaraz po zarażeniu w śluzie pochwy.

## Objawy
Przebieg zarazy stadniczej jest przewlekły. W przebiegu typowym charakteryzuje się następującymi okresami:
- Okres pierwszy – zmiany chorobowe miejscowe. Dotyczą zewnętrznych narządów płciowych. Pojawiają się plamy bielacze.
- Okres drugi – uogólnienie choroby jako efekt parazytemii. Zmiany skórne, tzw. obrzęki talarowate
- Okres trzeci – zaburzenia nerwowe, lewostronne zapadnięcie twarzy.

Typowo przebiegająca zaraza stadnicza jest obecnie charakterystyczna dla terenów na których ten pierwotniak występuje endemicznie. W Polsce i innych krajach Europy choroba przebiega w sposób atypowy, w którym brak poszczególnych objawów choroby oraz okresów czasowych.